# Pipistrellus papuanus
Pipistrellus papuanus é uma espécie de morcego da família Vespertilionidae. Pode ser encontrada na Indonésia e Papua-Nova Guiné.